# Megachile venusta
Megachile venusta is een vliesvleugelig insect uit de familie Megachilidae. De wetenschappelijke naam van de soort is voor het eerst geldig gepubliceerd in 1853 door Smith.

## Synoniemen
Synoniemen zijn o.a.:
- Megachile gratiosa Gerstaecker
- Megachile concinna Smith
- Megachile marusa Cameron
- Megachile robertiana Cameron
- Megachile venustella Cockerell
- Megachile umbiloensis Cockerell
- Megachile andacallognatha Cockerell